# Liste der Ehrenbürger von Bielefeld
Die Stadt Bielefeld hat seit 1856 elf Personen das Ehrenbürgerrecht verliehen. Weitere, hier nicht aufgeführte Ehrungen der Stadt Bielefeld sind der Ehrenring und die Ehrennadel.
Hinweis: Die Auflistung erfolgt chronologisch nach Datum der Zuerkennung.

## Die Ehrenbürger der Stadt Bielefeld
(Quelle: )
1. Franz Ignatz Neukirch
Richter am Kreisgericht
Verleihung 1856
2. Ludwig Volrath Jüngst
Gymnasialprofessor
Verleihung 1877
3. Hermann Wilhelm Delius
Kaufmann, Fabrikant
Verleihung 1893
4. Eduard Windthorst
Kreisgerichtsrat
Verleihung 1899
5. Gerhard Bunnemann (* 29. Oktober 1842 in Loccum; † 22. Dezember 1925 in Bielefeld)
Oberbürgermeister
Verleihung 1910
6. Karoline („Lina“) Oetker (* 14. Oktober 1867 in Hanau; † 7. April 1945 in Gestüt Ebbesloh / heute Gütersloh)
Stifterin der Rudolf-Oetker-Halle
Verleihung 1934
7. Herbert Hinnendahl
Oberbürgermeister
Verleihung 1975
8. Rudolf-August Oetker (* 20. September 1916 in Bielefeld; † 16. Januar 2007 in Hamburg)
Fabrikant und Stifter der Kunsthalle Bielefeld
Verleihung 1981
9. Alexander Funke
Leiter der v. Bodelschwinghschen Anstalten Bethel
Verleihung 1981
10. Karl Peter Grotemeyer
Rektor der Universität Bielefeld
Verleihung 1992[3]
11. Ortwin Goldbeck
Inhaber des Bauunternehmes Goldbeck und Stifter u. a. des Ortwin Goldbeck Forum, das das Kunstforum Hermann Stenner beherbergt
Verleihung 2019[4]

## Ehrenbürger ehemals selbstständiger Städte und Gemeinden
Im Rahmen der kommunalen Neuordnung Bielefelds durch das am 1. Januar 1973 inkraftgetretene Bielefeld-Gesetz kamen größtenteils zum gleichzeitig aufgelösten Kreis Bielefeld gehörende Städte und Gemeinden zum neuen Stadtgebiet hinzu. Es folgt eine Auflistung der Ehrenbürger dieser.
(Quelle: )

### Brackwede
1. Gerhard von Möller
Fabrikant
Verleihung 1956
2. Heinrich Aschoff
Amtmann, Gemeindevorsteher
Verleihung 1956

### Gadderbaum
1. Heinrich Dopheide
Konrektor, Gemeinderatsmitglied
Verleihung 1954

### Großdornberg
1. Wilhelm Weber
Bürgermeister
Verleihung 1971

### Quelle
1. Otto Tönsgöke
Gemeindedirektor, Bürgermeister, Amtsbürgermeister
Verleihung 1959
2. Paul Schwarze
Fabrikant
Verleihung 1960

### Senne I
1. August Witte
Bürgermeister
Verleihung 1952
2. Gustav Windel
Fabrikant, Gemeindevertreter
Verleihung 1952
3. Heinrich Vormbrock
Generaldirektor
Verleihung 1956
4. August Bökenbrink
Bürgermeister
Verleihung 1969

### Theesen
1. Eduard Sudbrack
Gemeindevorsteher, Ratsmitglied, Hauptlehrer
Verleihung 1960
2. Heinrich Stender
Bürgermeister
Verleihung 1960